# Три слепа миша и друге приче
Три слепа миша и друге приче јесте збирка кратких прича књижевнице Агате Кристи. Књига је први пут објављена у САД од стране издавачког предузећа Dodd, Mead and Company 1950. Првобитно издање се продавало по цени од 2,50 долара.
Приче из збирке касније су се појавиле у британским збиркама Пустоловина Божићног пудинга (1960), Рани случајеви Херкула Поароа (1974), Последњи случајеви госпођице Марпл и још две приче (1979) и Проблем у заливу Поленса и друге приче (1992). Међутим, насловна прича, алтернативна верзија драме Мишоловка, није објављена у облику књиге у Великој Британији.
Збирка није објављена на српском језику. Објављена на хрватском 2006. године, у збирци приповедака Три слијепа миша, 11. књизи у едицији Изабрана дјела Краљице кримића.

## Радња

### Три слепа миша
Током снежне олује, манијак убица зароби малу групу људи у изолованом пансиону. Гилес и Моли Дејвис управо су наследили Монксвел Менор од Молине тетке Кетрин и одлучили су да га отворе као кућу за госте. Током јаке мећаве, интригантна екипа ликова је заробљена заједно, али није све онако како изгледа. Након што је један од гостију пронађен мртав, поставља се питање ко је убица? Књига истражује да ли ће убица који убије на мелодију Три слепа миша убити све ликове?
Ликови:
- Госпођа. Лион
- Моли
- Џајл
- Госпођа Бојл
- Кристофер Врен
- Мајор Меткеф
- господине Паравичини
- Детектив наредник Тротер

### Необична доскочица
Током забаве коју организује пријатељица госпођице Марл, Џејн Хелијер, госпођици Марпл прилази млади пар коме је потребна њена помоћ. Пару је ујак обећао да ће, када он умре, наследити велико богатство. Ипак, када је ујак умро, оставио им је писмо у којем им је рекао да је њихово наследство скривено. Пар позива госпођицу Марпл у своју породичну кућу. Она креће да разјасни мистерију и помогне овом пару да пронађе своју срећу.
Ликови:
- Ујка Метју
- Чармејн Ростер
- Едвард Ростер
- Госпођица Марпл

### Случај савршене служавке
Госпођица Марпл поново прискаче у помоћ инспектору Слеку. Сестре Скинер су мистерија за село. Док једна сестра лежи около и пати од мистериозне болести, друга се сналази за све што јој треба. Тада сестре отпуштају своју слушкињу Гледис, тврдећи да је лопов, само да би ствари наставиле да нестају. Сада је савршена собарица дошла да је замени, али када савршена собарица нестане, поставља се питање шта се десило са њом.
Ликови:
- Една
- Госпођица Марпл
- Гледис Холмес
- Емили Скинер
- Лавинија Скинер
- Мери Хигинс
- Госпођа Деверо
- Госпођа Кармајкл

### Убиство по мери
Госпођица Марпл је позвана као сведок по питању карактера господина Спенлоа, који је оптужен за убиство своје жене. Делује да господин Спенло није погођен губитком своје жене. Уз помоћ свог пријатеља пуковника Мелчета и неповерљивог инспектора Слека, госпођица Марпл тражи истину о томе ко је заиста убио госпођу Спенло. Хоће ли човек за кога госпођица Марпл сматра да је невин обешен за злочин?
Ликови:
- Госпођа Спенло
- Господин Спенло
- госпођице Плотит
- госпођице Хартнел
- Госпођица Марпл
- Полицијски полицајац Палк
- инспекторе Слек
- пуковник Мелчет

### Случај пазикуће
Доктор Хејдок, лекар опште праксе у малом селу Сент Мери Мид, нада се да ће развеселити госпођицу Марпл док се опоравља од грипа. Он сматра да је најбоље решење да јој се зада проблем који ће изазвати њен ум, а не тело. Одлучује да затражи њену помоћ у решавању убиства јер постоји бољи начин да одржи расположење него да пронађе убицу. Црна овца породице, згодни Хари Лекстон, поправио се и вратио се у дом из детињства са својом новом женом у циљу да започне живот. Међутим, сељани не могу да престану да причају о Харијевој прошлости и бар једна особа не може да му опрости што је срушио стару кућу. Када Харијева нова жена неочекивано умре, поставља се питање ко је убица.
ликови:
- Хери Лекстон
- Лоуис Лекстон
- Др. Хејдок
- Госпођица Марпл
- Кларис Вејн
- Госпођа. Мургатројд
- Бела Еџ

### Стан на трећем спрату
Тело жене пронађено у стану. Открила ју је група од четворо домишљатих младих људи који су били закључани у свом стану. На њихову срећу, Херкул Поаро је у близини да му пружи помоћ.
Ликови:
- Патриша Гарнет
- Џими Фокнер
- Донован Бејли
- Милдред Хоуп
- Херкул Поаро
- Госпођа Ернестин Грент
- Инспекторе Рајс

### Пустоловина Џонија Вејверлија
Када је трогодишње дете киднаповано и задржано ради откупа, Херкул Поаро је ангажован. Када сумња о умешаности у злочин падне на домаћинство, Поаро мора да се суочи са тешким изазовом откривања локације малог дечака.
ликови:
- Херкул Поаро
- Хејстингс
- Госпођа Вејверли
- Господин Вејверли
- госпођице Колинс
- Инспектор Мекнил
- Џони Вејверли
- Тредвел

### Двадесет и четири коса
Док је седео на вечери са старим пријатељем, Поаро примећује навике у исхрани једног од других покровитеља које особље назива „Време старог оца“ јер му нико не зна име. Долази увек уторком и четвртком као сат, али једног дана одједном престаје да долази. Поаро верује да зна истину иза мистерије, али да ли истина може бити фатална?
Ликови:
- Херкул Поаро
- Хенри Бонингтон
- Моли
- Стари отац Тајм
- Др. Мекендру
- Хенри Гаскојн
- Џорџ Лоример
- Госпођа Хил

### Детективи у служби љубави
Замршен љубавни троугао завршава се убиством сер Џејмса Двајта и потоњом истрагом.
Ликови:
- Господин Сатертвејт
- Харли Квин
- Пуковник Мелроуз
- Сер Џејмс Двајтон
- Лора Двајтон
- Пол Делангуа

## Историја публикације
- 1950, Dodd, Mead and Company, тврди повез, 250 pp.[14]
- 1952, Dell Books, мекани повез, 224 pp. (Dell number 633 [mapback])
- 1960, Dell Books, мекани повез, as The Mousetrap and Other Stories (Dell number D354)
- 1984, Berkley Books, мекани повез, 212 pp. (Berkley number 06806-4)

### Појављивања у британским колекцијама
- Четири приче о Госпођици Марпл појавиле су се у збирци Последњи случајеви госпођице Марпл и још две приче из 1979. године.
- Приче „Стан на трећем спрату” и „Пустоловина Џонија Вејрверлија” појавили су се у збирци Поароови рани случајеви из 1974. године док се прича „Двадесет и четири коса” појавила у збирци Пустоловина Божићног пудинга из 1960. године.
- Прича „Детективи у служби љубави“ појавила се у збирци Проблем у заливу Поленса и друге приче из 1991. године.